# A Man Called Otto

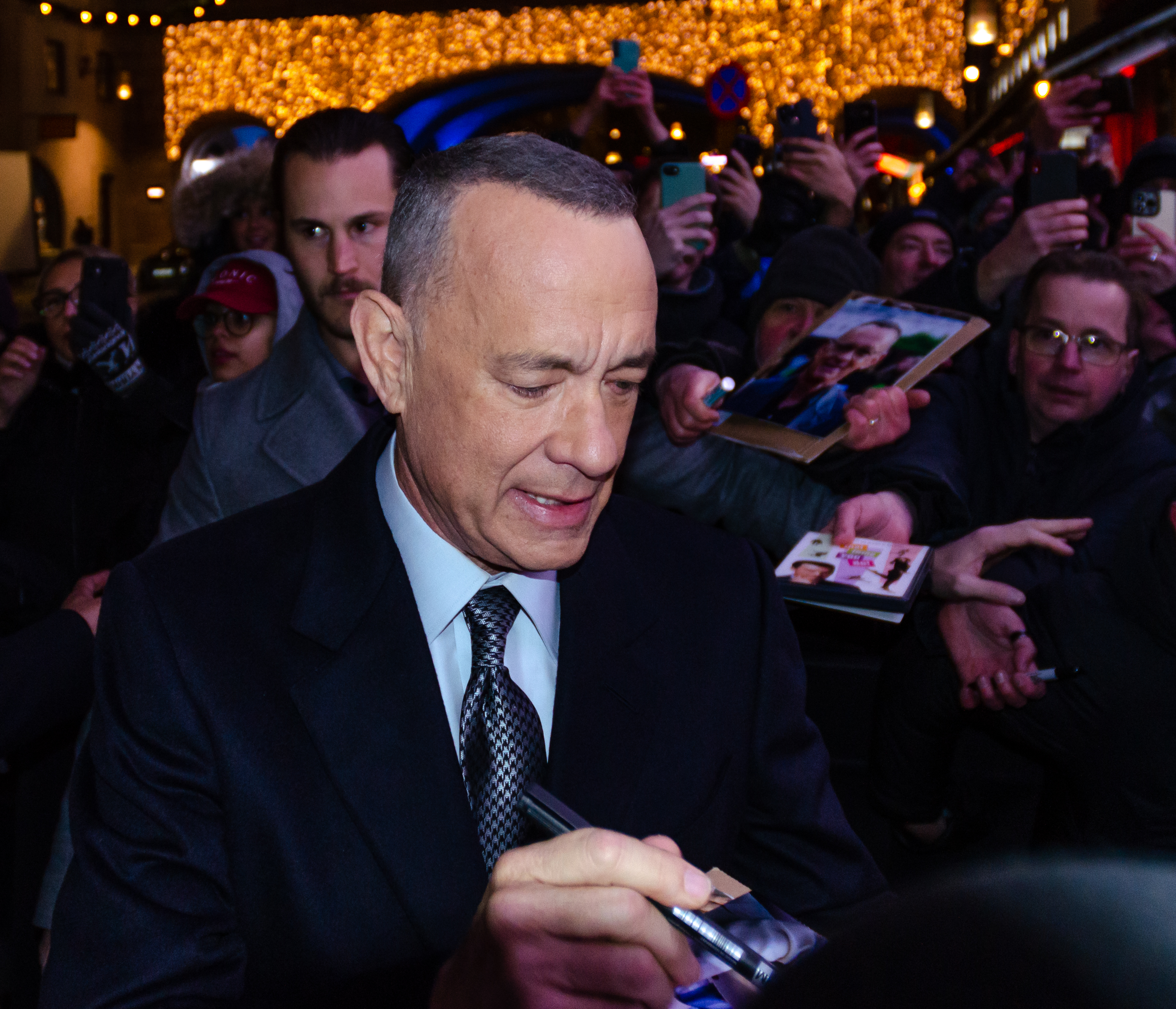
Tom Hanks skriver autografer på Kungsgatan i Stockholm i december 2022 inför galapremiären av filmen A Man Called Otto.

A Man Called Otto är en svensk-amerikansk komedi-dramafilm från 2022. Den är regisserad av Marc Forster, med manus skrivet av David Magee. Filmen är en engelskspråkig nyinspelning av Hannes Holms En man som heter Ove från 2015, och blir därmed den andra filmatiseringen av romanen med samma namn av Fredrik Backman.
Filmen hade biopremiär i Sverige den 13 januari 2023, utgiven av Sony Pictures. Filmen hade galapremiär i Stockholm den 13 december 2022 där Tom Hanks närvarade.

## Rollista (i urval)
- Tom Hanks – Otto Anderson
  - Truman Hanks – Otto som ung
- Mariana Treviño – Marisol
- Rachel Keller – Sonya
- Manuel Garcia-Rulfo – Tommy
- Cameron Britton – Jimmy
- Mike Birbiglia – Anita
  - Emonie Ellison – Anita som ung
- Peter Lawson Jones – Reuben
  - Laval Schley – Reuben som ung

## Produktion

### Utveckling
I september 2017 tillkännagavs det att Tom Hanks skulle spela huvudrollen i en engelskspråkig nyinspelning av filmen En man som heter Ove från 2015 och även producera filmen tillsammans med Playtone-partnern Gary Goetzman, Rita Wilson, och Fredrik Wikström Nicastro från SF Studios. Marc Forster bekräftades som filmens regissör i januari 2022, tillsammans med David Magee som skulle skriva manuset. Den 10 februari 2022 tillkännagavs det att Sony Pictures förköpte rättigheterna till filmen för cirka $60 miljoner på European Film Market.

### Inspelning
Filminspelningen började i Pittsburgh, Pennsylvania i februari 2022 och avslutades i maj samma år.